# 民話DEドラマ
民話DEドラマ（みんわでどらま）は2018年10月から12月まで南海放送で放送されたミニドラマである。
南海放送開局65周年記念番組。

## 概要
- 愛媛県の各地域で長年語り継がれている民話をオリジナルドラマ化。出演者・プロデューサー・演出は愛媛県出身関係者である[1]。
- 2018年12月30日は総集編として12話を一挙放送。そして桝形浩人と奥村真友里が出演、撮影の裏話や思い出を語った[2]。

## 放送時間
- 毎週水曜20：54〜21：00

## オールキャスト
- 桝形浩人
- 奥村真友里（元ひめキュンフルーツ缶、ユニット「トライシグナル」のメンバー）[3]
- 山田裕二（UZ YARMAN）
- 松本久美（劇団P.S.みそ汁定食）
- 寺岡凛（劇団P.S.みそ汁定食）
- 長本奈月（劇団P.S.みそ汁定食）
- 小田泰平
- 佐伯圭士郎
- 池田遼太郎
- 安藤大貴
- 柴田明優佳
- 協力：劇団P.S.みそ汁定食、みかん一座、劇団オーガンス（内子町のアマチュア劇団）

## スタッフ
- 脚本・監督・編集：岩城一平（伊予郡砥部町出身）
- 音響効果：北澤亨
- 協力：松山市、内子町、今治地方フィルムコミッション
- ゼネラルプロデューサー：清水啓介（南海放送）、大西康司（南海放送）
- 制作プロダクション：47style
- 制作著作：南海放送

## サブタイトル
| 放送話 | 放送日   | 題               | 舞台地                 | 備考 |
| ------ | -------- | ---------------- | ---------------------- | ---- |
| 第1話  | 10月3日  | 竜神様の引っ越し | 八幡浜市舌間地方       |      |
| 第2話  | 10月10日 | 秋の一番漁       | 八幡浜市向灘地方       |      |
| 第3話  | 10月17日 | 歯長城の殿様     | 宇和島市三間地方       |      |
| 第4話  | 10月24日 | ヌエになった母   | 久万高原町             |      |
| 第5話  | 10月31日 | 茶、栗、柿       | 四国中央市伊予三島地方 |      |
| 第6話  | 11月7日  | 背中の鬼女       | 伊予郡砥部町           |      |
| 第7話  | 11月14日 | 天狗の小箱       | 松山市溝辺町           |      |
| 第8話  | 11月21日 | 仏様の御膳       | 宇和島市保手地方       |      |
| 第9話  | 11月28日 | 深山のサトリ     | 松山市北条地方         |      |
| 第10話 | 12月5日  | 二人の奥方       | 松山市道後地方         |      |
| 第11話 | 12月12日 | 飴を買う女       | 今治市旭町地方         |      |
| 第12話 | 12月19日 | カサモリ様       | 松山市朝日ヶ丘地方     |      |